# Rio Kalchik
O rio Kalchiik é um rio no Oblast de Donetsk, na Ucrânia. Sua foz é no Mar de Azove, na cidade de Mariupol.